# Родиониха (городской округ Навашинский)
Родио́ниха — деревня в городском округе Навашинский Нижегородской области России.

## География
Деревня находится в юго-западной части Нижегородской области, в пределах западной части Приволжской возвышенности, в зоне хвойно-широколиственных лесов, при автодороге 22К-0125, на расстоянии приблизительно 18 км (по прямой) к северо-востоку от Навашино, административного центра района. Абсолютная высота — 121 м над уровнем моря.
Климат
Климат характеризуется как умеренно континентальный, с умеренно холодной зимой и тёплым относительно коротким летом. Среднегодовая температура — 3,6 °C. Средняя температура воздуха самого тёплого месяца (июля) — 17,9 °C (абсолютный максимум — 37 °C); самого холодного (января) — −12,3 °C (абсолютный минимум — −40 °C). Продолжительность безморозного периода составляет около 206 дней. Снежный покров держится в среднем 154 дня.
Часовой пояс
Деревня Родиониха, как и вся Нижегородская область, находится в часовой зоне МСК (московское время). Смещение применяемого времени относительно UTC составляет +3:00.

## Население
| 2002 | 2010 |
| ---- | ---- |
| 44   | ↘26  |

Национальный состав
Согласно результатам переписи 2002 года, в национальной структуре населения русские составляли 82 % из 44 чел.